# Segunda Fitna
A Segunda Fitna ou Segunda Guerra Civil Islâmica foi um período de desordem política e militar generalizada pelo qual passou o império islâmico durante o início do dinastia omíada, a seguir à morte do seu fundador, o califa Moáuia I. Há alguma discordância entre os estudiosos quanto aos limites temporais exatos do conflito. Alguns encaram o fim do reinado de Moáuia em 680 d.C. como a marca do início do período, enquanto outros situam esse início em 683, a seguir à morte do califa Iázide I, filho de Moáuia. De forma semelhante, o fim é datado de 685 (ascensão ao poder de Abedal Maleque ibne Maruane) a 692 (morte de Abedalá ibne Zobair e término da revolta por ele protagonizada), conforme os autores; contudo, as datas mais usadas são 683—685. Foi um período complexo no mundo muçulmano, que envolveu diversos eventos que possivelmente não estavam todos diretamente ligados entre si.

## Derrota dos álidas; batalha de Carbala
O primeiro califa omíada Moáuia I foi sucedido pelo seu filho Iázide após a sua morte em 680. Os primeiros opositores de Iázide foram os álidas (descendentes de Ali), apoiantes de Huceine ibne Ali, neto do Profeta Maomé e filho do califa Ali, que tinha morrido assassinado. Huceine e os seus partidários tinham-se refugiado em Meca após a vitória de Moáuia sobre os álidas. Huceine e os seus apoiantes mais próximos, entre eles o seu meio-irmão Alabás ibne Ali, foram mortos pelas tropas de Iázide na batalha de Carbala, na qual se destacou Omar ibne Saade, que matou Huceine, e Ubaide Alá ibne Ziade. A batalha é frequentemente citada como o evento que marcou a rutura definitiva entre as seitas xiita e sunita do Islão, e que até à atualidade é comemorada todos os anos pelos xiitas no dia da Ashura.

## Início da rebelião de ibne Zobair e dos carijitas
A seguir a estes acontecimentos, Iázide enfrentou outra revolta, liderada por Abedalá ibne Zobair, filho de um sahabi (companheiro de Maomé) Zobair ibne Alauame e de Asma binte Abubacar. A rebelião de ibne Zobair foi vista por muitos como uma tentativa de regresso à aos valores originais da primitiva comunidade islâmica, e foi bem recebida por vários setores que estavam descontentes com o regime omíada por várias razões.
Ibne Zobair proclamou o seu califado em 680 e apelou à deposição de Iázide, para o que contou com o apoio dos Ansar de Medina, liderados por Abedalá ibne Handala, e dos Coraixitas, liderados por Abedalá ibne Muti. Em 683 e nesse mesmo ano Iázide enviou contra ele Muslim ibne Uqueba Almurri (Almurri), que derrotou os medinenses na Batalha de Harrá, travada em 27 de agosto de 683.
A morte de Muslim não impediu as suas tropas, cujo comando passou para Huceine ibne Numair Alçacuni, de cercarem Meca, onde se encontrava ibne Zobair, a partir de 24 de setembro de 683.[carece de fontes?] Durante o cerco a Caaba foi bombardeada com pedras, que fizeram com que um dos lados se desmoronasse e assolada por um fogo. A notícia da súbita morte de Iázide, ocorrida a 11 de novembro, chegou aos sitiantes a 26 de novembro. Embora o filho doente de Iázide Moáuia II tenha sido imediatamente proclamado califa pela corte omíada de Damasco, a autoridade omíada praticamente colapsou nas províncias e fraquejava até na Síria, a pátria dos Omíadas, o que levou Huceine ibne Numair a negociar com ibne Zobair, oferecendo-se para reconhecê-lo como califa, colocando como contrapartidas a que ibne Zobair lhe concedesse um perdão e que o acompanhasse até à Síria. Ibne Zobair recusou esta última condição, pois isso colocava-o sob o controlo das elites sírias, pelo que Huceine e o seu exército retiraram para a Síria.
Ibne Zobair proclama-se então miralmuminim ("emir dos crentes" ou "comandante dos fiéis"), sendo reconhecido pelos oponentes dos omíadas na Síria, Egito, Iraque e Arábia. No entanto, viu-se isolado nas regiões de Tiama e do Hejaz quando estalou a revolta dos Banu Becre carijitas, que estabeleceram um estado independente no centro da Arábia em 684. Seguiram-se outros levantamentos carijitas no Iraque e Irão, enquanto que os álidas xiitas se revoltaram em Cufa sob a liderança de Almoquetar Atacafi para vingar a morte de Huceine e promover outro dos filhos de Ali como candidato a califa.

## Ascensão de Maruane ibne Aláqueme e Abedal Maleque; supressão dos carijitas
Na Síria, Maruane ibne Aláqueme, primo de Moáuia I, foi declarado califa após a morte de Moáuia II em 684. O novo monarca omíada derrotou os rebeldes caicitas na batalha de Marje Arraíte, travada perto de Damasco em julho ou agosto de 684. Esta vitória e a revolta dos álidas em Cufa colocam ibne Zobair na defensiva.
Maruane morre em 685, sendo sucedido à frente do Califado Omíada pelo seu filho Abedal Maleque ibne Maruane.
Entretanto, em Baçorá, Almualabe coloca-se ao serviço de Muçabe ibne Zobair, irmão de Abedalá ibne Zobair, e juntos conseguem derrotar Almoquetar em Cufa em 687. Contudo, Muçabe e os Iraquianos eram, na prática independentes de Abedalá ibne Zobair.
Por sua vez, os carijitas ocupam a província de Barém (atual Alhaça no oriente da Arábia Saudita), Hadramaute e o Iêmem (687–688) e Taife (688–689). Em 691 os omíadas recuperam o controlo do Iraque. No mesmo ano, as tropas omíadas comandadas por Abedal Maleque derrotam Muçabe ibne Zobair na batalha de Masquim (ou de Dair Aljatalique), travada nas margens do rio Dujail ("pequeno Tigre"), afluente ocidental do Tigre.

## Derrota de ibne Zobair: cerco de Meca de 692
Seguidamente, Abedal Maleque ordenou a um dos comandantes da batalha, o jovem Alhajaje ibne Iúçufe, um militar brilhante e implacável que depois se tornaria o governador mais proeminente do Califado, que saísse de Cufa e marchasse contra Abedalá ibne Zobair, que se tinha mantido em Meca enquanto os seus partidários combatiam noutras partes do império muçulmano. Abedal Maleque oferecia o seu perdão a ibne Zobair caso este se rendesse. Alhajaje seguiu para a região de Taife, onde entrou sem oposição e chegou a Meca, onde ibne Zobair se recusou a render-se, o que levou Alhajaje a cercar a cidade.
Abedal Maleque tinha dado instruções a Alhajaje ibne Iúçufe para que forçasse Meca a render-se pela fome caso as negociações falhassem, mas que evitasse um banho de sangue na cidade santa. No entanto, Alhajaje perdeu a paciência e pediu reforços e permissão para tomar a cidade pela força, um pedido que foi atendido pelo califa omíada. Irado por ser impedido de fazer a Haje (peregrinação a Meca), Alhajaje bombardeou a cidade, indo ao ponto de alvejar a Caaba e os seus peregrinos durante a peregrinação. O cerco durou sete meses, durante os quais 10 000 homens, entre eles dois dos filhos de ibne Zobair, desertaram para o lado dos sitiantes. Ibne Zobair e os apoiantes que lhe permaneceram leais, incluído o seu filho mais novo, foram mortos quando combatiam perto da Caaba, em outubro de 962. O cerco saldou-se em milhares de habitantes inocentes mortos.
Segundo as crónicas árabes, ibne Zobair teria perdido o ânimo com a chegada das tropas de Alhajaje, tendo-se pedido conselho à sua velha mãe acerca de capitular. A intrépida anciã, filha de Abacar, respondeu-lhe — «se estás consciente dos teus direitos, morrerás como um herói!». Inspirado pela coragem da mãe, o filho vestiu a sua armadura, enfrentou os sitiantes, morrendo em combate com a espada na mão.